# بارزینگ‌هاوزن
شهر بارزینگ‌هاوزن در ایالت نیدرزاکسن در کشور آلمان واقع شده است.